# Dominion Office Building
Dominion Office Building, nota anche come Dominion Tower, è un edificio realizzato dall'architetto Zaha Hadid nel quartiere sud-est di Mosca, in Russia.
L'edificio, che è realizzato in stile neo-futurismo, è caratterizzata, internamente, dalla struttura delle scale che compongono un gioco di intersezioni tra di loro.